# Język ma’ya
Język ma’ya, także: sailolof, salawati, samate – język austronezyjski używany w prowincji Papua Zachodnia we wschodniej Indonezji, w grupie wysp Raja Ampat.
Według danych z 2001 roku posługuje się nim 4 tys. osób. Odnotowano, że stanowi lingua franca wysp Raja Ampat. Wzrasta jednak użycie lokalnego malajskiego, zarówno w charakterze lingua franca, jak i języka ojczystego.
Wyróżnia się pięć dialektów: misool, salawati (z wysp Misool i Salawati), laganyan (legenyem), wauyai i kawe (wszystkie trzy z wyspy Waigeo). Ethnologue (wyd. 23) wyodrębnia trzy ostatnie odmiany jako oddzielne języki. Sama nazwa „ma’ya” nie jest znana wszystkim użytkownikom, wśród tubylców używane są różne określenia, czasem zależne od lokalizacji (bahasa Raja Ampat, bahasa Misol/Samate/Salawati). „Samate” to nazwa miejscowości (na Salawati), która była niegdyś głównym ośrodkiem politycznym wysp Raja Ampat. Odmiana wyspy Salawati to zatem dialekt o wyższym statusie i de facto standard języka ma’ya. L. Arnold odrębnie rozpatruje dialekty związane z wnętrzem wyspy Salawati (tepin, wail, fiat, rajau, butlih, kawit), uznając je za odmiany osobnego języka salawati („maden”). 
Jego tonalny charakter wyróżnia go pośród języków austronezyjskich. Geneza tej cechy nie została ustalona, być może jest to pozostałość po pierwotnym papuaskim podłożu językowym na wyspach Raja Ampat. Alternatywna hipoteza zakłada, że wykształcił tony wskutek historycznych kontaktów z grupami papuaskimi. System tonalny ma’ya, a także spokrewnionego języka matbat, przypomina ten znany z języka mpur (z półwyspu Ptasia Głowa).
Według lokalnej tradycji ludność Ma’ya (zamieszkująca wyspy Waigeo, Salawati i Misool) wywodzi się z zachodniego Waigeo i przybyła z rejonu zatoki Kabui.
Potencjalnie zagrożony wymarciem, podobnie jak pozostałe rodzime języki Raja Ampat. Intensywność użycia języka ma’ya i innych języków regionu różni się w zależności od wyspy i miejscowości. Na wyspie Misool, stosunkowo oddalonej od miasta Sorong, ma’ya stanowi rodzimy język kilku dużych wsi (Fafanlap, Lilinta, Gamta, Yellu, Waigama), przy czym w Yellu i Waigama (oraz w Harapan Baru) zaczął konkurować z lokalnym malajskim, do czego przyczynia się obecność ludności napływowej. W niektórych wsiach na Salawati (Kalobo, Fiawat) doszło do obniżenia pozycji języków lokalnych i redukcji przekazu międzypokoleniowego, na korzyść wzrastającej roli malajskiego; w przypadku Kalobo sprzyja temu wieloetniczny charakter miejscowości. 
Ma’ya (a w szczególności dialekt salawati) to najlepiej opisany spośród języków Raja Ampat.